# Новосељани (Бјеловар)
Новосељани су насељено место у саставу града Бјеловара, у Бјеловарско-билогорској жупанији, Република Хрватска.

## Историја
Почетком 20. века Новосељани су село - православна црквена општина и парохија у чији састав улазе околна села: Вишњевац, Гргинци, Дикленица, Ждралови, Ивановчани, Купиновац, Летичани, Магленча, Марковци, Плавнице, Пријеспа, Прокљувани, Томаш и Ђурловац.
Политичка општина се 1905. године налазила у месту Великом Тројству. Број домова је износио 1673 од којих су 266 српски. Од укупног броја становника 7637, а на Србе православце отпада 1457 или 19%. Од јавних здања у Новосељанима су од значаја православна црква и комунална школа. Најближа пошта и телеграф били су у граду Бјеловару.
Председник црквене општине 1905. године био је Паво Бубић, а перовођа Игњат Кодумилац. Православни храм је посвећен Благовештењу Пресвете Богородице. Православна парохија је 4. класе, има парохијски дом и сесију земље, српско православно гробље. Парох је 1905. године поп Јован Николић рођен 1867. године у Сотину. Православно парохијско звање је основано 1841. године од када се воде црквене матрикуле.
Основна школа је комуналног карактера, има једно школско здање грађено 1834. године. Месни учитељ Јефта Марковић учи 100 ђака у редовној и још 21 у пофторној школи.

## Становништво
На попису становништва 2011. године, Новосељани су имали 708 становника.

## Попис 1991.
На попису становништва 1991. године, насељено место Новосељани је имало 790 становника, следећег националног састава:
| Попис 1991.‍  | Попис 1991.‍  | Попис 1991.‍ | Попис 1991.‍ | Попис 1991.‍ |
| ------------ | ------------ | ----------- | ----------- | ----------- |
|              |              |             |             |             |
| Хрвати       | Хрвати       |             | 657         | 83,16%      |
| Срби         | Срби         |             | 64          | 8,10%       |
| Југословени  | Југословени  |             | 18          | 2,27%       |
| Чеси         | Чеси         |             | 6           | 0,75%       |
| Мађари       | Мађари       |             | 4           | 0,50%       |
| Словенци     | Словенци     |             | 1           | 0,12%       |
| Црногорци    | Црногорци    |             | 1           | 0,12%       |
| неопредељени | неопредељени |             | 18          | 2,27%       |
| непознато    | непознато    |             | 21          | 2,65%       |
| укупно: 790  |              |             |             |             |